# Hadrothemis vrijdaghi
Hadrothemis vrijdaghi är en trollsländeart som beskrevs av Henri Schouteden 1934. Hadrothemis vrijdaghi ingår i släktet Hadrothemis och familjen segeltrollsländor. IUCN kategoriserar arten globalt som livskraftig. Inga underarter finns listade i Catalogue of Life.